# 庄光明
庄光明（1966年4月—），湖北当阳人，汉族，中国共产党党员。中华人民共和国政治人物、第十三届全国人民代表大会湖北省代表。

## 生平
1989年毕业于清华大学水利水电工程建筑专业；2016年12月，任天门市市长；2020年1月至2021年6月，任中共天门市委书记；2020年1月至2021年6月，任中共湖北省委台湾工作办公室、省政府台湾事务办公室主任；2022年5月，任湖北省住房和城乡建设厅厅长。
2018年，庄光明被选为湖北省出席第十三届全国人民代表大会代表。